# 마블 vs. 캡콤: 클래시 오브 슈퍼 히어로즈
《마블 vs. 캡콤: 클래시 오브 슈퍼 히어로즈》(Marvel vs. Capcom: Clash of Super Heroes)는 캡콤이 1998년에 발매한 크로스오버 대전 격투 게임이다. 마블 vs. 캡콤 시리즈의 3번째 작품으로, 캡콤 소유의 캐릭터들과 마블 코믹스의 캐릭터들이 함께 등장한다. 1998년에 아케이드로 처음 가동된 후, 1999년부터 2000년 사이에 드림캐스트와 플레이스테이션으로 이식판이 발매됐다. 2012년에는 플레이스테이션 3과 엑스박스 360으로 발매된 《마블 vs. 캡콤 오리진스》 컬렉션이 포함됐다.
플레이어들은 마블과 캡콤의 등장인물을 선택해 상대방과 경기를 치룰 수 있다. 전작 마블 슈퍼 히어로즈 vs. 스트리트 파이터와 달리 이 게임은 스트리트 파이터 뿐만이 아닌 캡콤의 각종 작품들의 주인공들이 나온다.

## 게임플레이
《마블 vs. 캡콤: 클래시 오브 슈퍼 히어로즈》은 《마블 vs. 캡콤》 시리즈의 세번째 작품이다. 전작 《마블 슈퍼 히어로즈 vs. 스트리트 파이터》에서 선보였던 태그 팀 게임플레이를 사용한다.

## 후속작
1999년 12월 1일 캡콤은 후속작 《마블 vs. 캡콤 2: 뉴 에이지 오브 히어로즈》를 발표했다.

## 평가
| 평론 점수 평론사 점수 드림캐스트 PS 올게임 [ 6 ] [ 7 ] 에지 7/10 [ 8 ] N/A EGM 7.875/10 [ 9 ] 6.5/10 [ 10 ] 유로게이머 8/10 [ 11 ] N/A 패미츠 33/40 [ 12 ] N/A 게임 인포머 7.5/10 [ 13 ] N/A 게임 레볼루션 B [ 14 ] N/A 게임팬 92% [ 15 ] 71% [ 16 ] 게임프로 [ 17 ] [ 18 ] 게임스팟 9/10 [ 3 ] 5.8/10 [ 19 ] 게임스파이 7.5/10 [ 20 ] N/A IGN 8.8/10 [ 21 ] 7.5/10 [ 22 ] OPM (US) N/A [ 23 ] 통합 점수 게임랭킹스 80% [ 24 ] 75% [ 25 ] |            |        |
| 평론 점수 |            |        |
| 평론사 | 점수       | 점수   |
| 평론사 | 드림캐스트 | PS     |
| 올게임 | [ 6 ]      | [ 7 ]  |
| 에지 | 7/10       | N/A    |
| EGM | 7.875/10   | 6.5/10 |
| 유로게이머 | 8/10       | N/A    |
| 패미츠 | 33/40      | N/A    |
| 게임 인포머 | 7.5/10     | N/A    |
| 게임 레볼루션 | B          | N/A    |
| 게임팬 | 92%        | 71%    |
| 게임프로 | [ 17 ]     | [ 18 ] |
| 게임스팟 | 9/10       | 5.8/10 |
| 게임스파이 | 7.5/10     | N/A    |
| IGN | 8.8/10     | 7.5/10 |
| OPM (US) | N/A        | [ 23 ] |
| 통합 점수 |            |        |
| 게임랭킹스 | 80%        | 75%    |